# همه کودکانم
همه کودکانم (به انگلیسی: All My Babies) فیلمی به کارگردانی جورج سی. استونی محصول سال ۱۹۵۳ کشور ایالات متحده آمریکا است.